# Митчелл, Сэм
Сэмюэл И. (Сэм) Митчелл — младший (англ. Samuel E. 'Sam' Mitchell Jr.; род. 2 сентября 1963, Колумбус, Джорджия) — американский баскетболист, баскетбольный тренер и спортивный комментатор. Чемпион Баскетбольной лиги Соединённых Штатов в сезоне 1986 года и КБА в сезоне 1986/87, игрок НБА на протяжении 13 сезонов с клубами «Миннесота Тимбервулвз» и «Индиана Пэйсерс», тренер года НБА (2007, с клубом «Торонто Рэпторс»).

## Биография
Сэм Митчелл родился в Колумбусе (Джорджия) в семье работников текстильной фабрики Сэмюэла и Бетти Митчелл. Его старший единоутробный брат Фессор Леонард, выбранный в драфте клубом НБА «Вашингтон Буллетс», в итоге не вошёл в основной состав этой команды и уехал играть в Европу. Там, в Швейцарии, местная жительница обвинила его в попытке нападения. Хотя суд оправдал Леонарда, местная пресса продолжала его травить, и в феврале 1978 года Фессор покончил с собой.

### Игровая карьера
Сэм-младший начал играть в баскетбол в школе, проявив себя достаточно хорошо, чтобы получить спортивную стипендию на учёбу в Университете Мерсера. Он провёл в этом вузе четыре года, став лучшим игроком в истории университетской сборной (1986 набранных очков, выигрыш в сезоне 1984/85 конференции Атлантик-Сан и выход в финальный турнир NCAA). В свой третий год в университете Митчелл набирал по 21,5 очка и 7,1 подбора за матч, а в заключительный — по 25 очков (774 очка за сезон) и 8,2 подбора, войдя в десятку лучших бомбардиров высшего дивизиона NCAA.
Тем не менее на этом этапе Митчелл ещё не планировал карьеры в профессиональном баскетболе. После третьего курса он подал заявление о поступлении на курсы офицеров запаса. В мае 1985 года, за семестр до окончания учёбы в университете, Митчелл был вызван в тренировочный лагерь. Через месяц, однако, он был выбран клубом «Хьюстон Рокетс» в третьем круге драфта НБА, и, поскольку государство не финансировало его учёбу в вузе, получил возможность отказаться от службы. Тем не менее в итоге в основной состав «Рокетс» Митчелл не попал, не пройдя последний отсев, и был направлен в фарм-клуб «Хьюстона» «Висконсин Флайерз», игравший в Континентальной баскетбольной ассоциации.
В свои первые 15 матчей с «Флайерз» Митчелл неизменно был лучшим бомбардиром команды, но игра во второстепенной лиге его не привлекала. Он вернулся в Университет Мерсера, чтобы окончить степень по специальному образованию. Один из профессоров помог ему устроиться учителем в школе для детей с отставанием в развитии. Через три месяца Митчелл женился.
Поскольку период школьных каникул совпадал по времени с сезоном младшей профессиональной Баскетбольной лиги Соединённых Штатов, Митчелл присоединился к одному из клубов этой лиги — «Тампа-Бей Флэш» — и завоевал с ним чемпионское звание. Осенью он вторично был приглашён в тренировочный лагерь «Рокетс», но снова не прошёл отбор. Его во второй раз отправили в «Висконсин», но после трёх игр он порвал связку голеностопного сустава. «Флайерз» обменяли форварда в другой клуб Континентальной лиги — «Тампа-Бей Триллерз», по ходу сезона переехавший в Рапид-Сити. С «Триллерз» Митчелл стал чемпионом КБА, но по окончании сезона 1986/87 клуб был распущен.
По совету бывшего товарища по команде Дона Коллинза, перебравшегося во французский «Лимож», Митчелл тоже отправился в Европу, где подписал контракт с другим французским клубом — «Монпелье». В этой команде он провёл два сезона, во второй из которых набирал в среднем по 28,5 очка за матч. По итогам этого сезона «Монпелье» пробился в Кубок Корача и предложил американцу новый контракт на два года с шестизначной зарплатой. Одновременно Митчелл получил приглашение в тренировочный лагерь клуба НБА «Миннесота Тимбервулвз». Тренером «Миннесоты», только что присоединившейся к НБА, был Билл Масселман, раньше уже работавший с Митчеллом в «Триллерз».
С началом тренировочного лагеря стало ясно, что Митчелл, наряду с ветеранами Тони Кэмпбеллом и Тайроном Корбином, — лучший игрок на площадке. В итоге он начал сезон 1989/90 в стартовой пятёрке «Миннесоты» и к концу регулярного сезона набирал по 14,4 очка и 6,1 подбора за матч. Он также обычно отвечал на площадке за опеку наиболее опасных бомбардиров соперника, включая Карла Мэлоуна, Хакима Оладжьювона, Майкла Джордана и Кевина Джонсона.
«Миннесота», однако, не показывала в лиге хороших результатов. После сезона 1991/92 клуб, занявший последнее место в НБА, обменял своего лучшего игрока Пу Ричардсона и Митчелла в «Индиану» на результативных бомбардиров Чака Персона и Майкла Уильямса. В «Индиане» Митчелл тоже провёл три сезона, каждый год выходя с клубом в плей-офф, в том числе во второй и третий год — в финал конференции. В 2016 году по итогам опроса спортивных журналистов Индианаполиса имя Митчелла попало в список 50 лучших игроков за историю «Пэйсерс» (45-е место).
Митчелл вернулся в «Миннесоту» в 1995 году как неограниченно свободный агент и провёл с этим клубом ещё семь сезонов. В общей сложности за 10 лет с «Тимбервулвз» он провёл 797 игр, в которых набрал 7161 очко — по 9,5 очка за матч, а также сделал 3030 подборов. Он входит в число лидеров команды за всю её историю по количеству набранных очков, количеству попаданий с игры и подборов (в общей сложности и под чужим кольцом). Начиная с сезона 1996/97 Митчелл шесть раз подряд выходил с «Миннесотой» в плей-офф. Дважды за этот период он завершал регулярный сезон как игрок с самым низким процентом потерь мяча в НБА. В общей сложности за 13 лет в НБА Митчелл сыграл 994 матча, набирая в среднем за игру 8,7 очка, 3,7 подбора и 1,1 результативной передачи.

### Дальнейшая карьера
По окончании игровой карьеры Митчелл продолжил работу в НБА как тренер. В первые два сезона нового этапа карьеры он занимал пост помощника главного тренера в клубе «Милуоки Бакс», а затем перешёл на ту же должность в новую команду НБА «Шарлотт Бобкэтс», но уже в межсезонье 2004 года его пригласил на пост главного тренера клуб «Торонто Рэпторс», с которым Митчелл подписал контракт на три сезона. Он стал шестым главным тренером в истории канадской команды.
Уже в свой первый сезон с «Рэпторс» Митчелл начал внедрять в команде более быстрый темп игры. Хотя клуб завершил год с отрицательной разницей побед и поражений (33-49), его эффективность в атаке возросла — в сезоне 2004/5 «Торонто» набирал за игру в среднем на 14,3 очка больше, чем в предыдущем. Во второй год баланс и поражений клуба был хуже, чем в первый (27-55), но в третий «Рэпторс» совершили рывок, одержав на 20 побед больше. Это был самый значительный прогресс изо всех клубов НБА в этом сезоне, повтор рекорда клуба по количеству побед за сезон и первый за историю «Торонто» лучший результат в дивизионе. По итогам сезона «Рэпторс» впервые за свою историю вошли в четвёрку лучших клубов Восточной конференции, что обеспечивало им домашнее преимущество в первом раунде плей-офф. Голосованием спортивных журналистов США и Канады Митчелл был признан тренером года в НБА, опередив Джерри Слоуна и Эвери Джонсона. Он стал первым тренером «Рэпторс», завоевавшим этот трофей.
После этого успеха «Рэпторс» подписали с Митчеллом новый четырёхлетний контракт, сумма зарплаты по которому составляла 4 миллиона долларов США в год. Он во второй раз подряд вывел команду в плей-офф, но вскоре после начала сезона 2008/9 был уволен, когда баланс побед и поражений «Торонто» был 8-9.
После увольнения из «Торонто» Митчелл несколько лет не мог найти работу в качестве главного тренера. Он работал помощником тренера в клубе НБА «Нью-Джерси Нетс» и в «Миннесоте», а также комментатором на телевидении и радио. Наконец, осенью 2015 года в связи с болезнью главного тренера «Тимбервулвз» Флипа Сондерса, у которого был диагностирован рак, Митчелл занял его место в клубе, с которым провёл десять лет как игрок, получив под своё руководство талантливый, но очень молодой состав. Он проработал с «Миннесотой» полный год, но закончил его с разницей побед и поражений 29-53 и в апреле 2016 года был уволен.
По окончании работы с «Тимбервулвз» Митчелл тренировал баскетбольную сборную Виргинских островов, a сезон 2018/19 провёл в качестве помощника тренера сборной Мемфисского университета Пенни Хардуэя. Он расстался с университетской командой в мае 2019 года. В апреле 2020 года было сообщено, что Митчелл назначен тренером сборной команды Джи-Лиги НБА, среди игроков которой был приглашённый им в своё время в Мемфисский университет Джейлен Грин.

## Статистика

### Статистика в НБА
| Сезон   | Команда   | Регулярный сезон | Регулярный сезон          | Регулярный сезон         | Регулярный сезон         | Регулярный сезон                      | Регулярный сезон                   | Регулярный сезон            | Регулярный сезон           | Регулярный сезон              | Регулярный сезон              | Регулярный сезон         | Серия плей-офф  | Серия плей-офф            | Серия плей-офф           | Серия плей-офф           | Серия плей-офф                        | Серия плей-офф                     | Серия плей-офф              | Серия плей-офф             | Серия плей-офф                | Серия плей-офф                | Серия плей-офф           |
| Сезон   | Команда   | Сыгранные матчи  | Матчи в стартовой пятёрке | Количество минут за игру | Процент попаданий с игры | Процент попадания трёхочковых бросков | Процент попадания штрафных бросков | Количество подборов за игру | Количество передач за игру | Количество перехватов за игру | Количество блок-шотов за игру | Количество очков за игру | Сыгранные матчи | Матчи в стартовой пятёрке | Количество минут за игру | Процент попаданий с игры | Процент попадания трёхочковых бросков | Процент попадания штрафных бросков | Количество подборов за игру | Количество передач за игру | Количество перехватов за игру | Количество блок-шотов за игру | Количество очков за игру |
| ------- | --------- | ---------------- | ------------------------- | ------------------------ | ------------------------ | ------------------------------------- | ---------------------------------- | --------------------------- | -------------------------- | ----------------------------- | ----------------------------- | ------------------------ | --------------- | ------------------------- | ------------------------ | ------------------------ | ------------------------------------- | ---------------------------------- | --------------------------- | -------------------------- | ----------------------------- | ----------------------------- | ------------------------ |
| 1989/90 | Миннесота | 80               | 30                        | 30,2                     | 44,6                     | 0,0                                   | 76,8                               | 5,8                         | 1,1                        | 0,8                           | 0,7                           | 12,7                     | Не участвовал   | Не участвовал             | Не участвовал            | Не участвовал            | Не участвовал                         | Не участвовал                      | Не участвовал               | Не участвовал              | Не участвовал                 | Не участвовал                 | Не участвовал            |
| 1990/91 | Миннесота | 82               | 60                        | 38,1                     | 44,1                     | 0,0                                   | 77,5                               | 6,3                         | 1,6                        | 0,8                           | 0,7                           | 14,6                     | Не участвовал   | Не участвовал             | Не участвовал            | Не участвовал            | Не участвовал                         | Не участвовал                      | Не участвовал               | Не участвовал              | Не участвовал                 | Не участвовал                 | Не участвовал            |
| 1991/92 | Миннесота | 82               | 63                        | 26,2                     | 42,3                     | 18,2                                  | 78,6                               | 5,8                         | 1,1                        | 0,6                           | 0,5                           | 10,1                     | Не участвовал   | Не участвовал             | Не участвовал            | Не участвовал            | Не участвовал                         | Не участвовал                      | Не участвовал               | Не участвовал              | Не участвовал                 | Не участвовал                 | Не участвовал            |
| 1992/93 | Индиана   | 81               | 1                         | 17,3                     | 44,5                     | 17,4                                  | 81,1                               | 3,1                         | 0,9                        | 0,3                           | 0,1                           | 7,2                      | 4               | 0                         | 6,3                      | 62,5                     | 0,0                                   | 100,0                              | 0,3                         | 0,0                        | 0,0                           | 0,0                           | 3,0                      |
| 1993/94 | Индиана   | 75               | 18                        | 14,5                     | 45,8                     | 0,0                                   | 74,5                               | 2,5                         | 0,9                        | 0,4                           | 0,1                           | 4,8                      | 15              | 0                         | 6,6                      | 34,6                     | 0,0                                   | 75,0                               | 1,1                         | 0,3                        | 0,1                           | 0,1                           | 1,4                      |
| 1994/95 | Индиана   | 81               | 12                        | 17,0                     | 48,7                     | 10,0                                  | 72,4                               | 3,0                         | 0,8                        | 0,5                           | 0,2                           | 6,5                      | 17              | 0                         | 13,1                     | 35,9                     | 0,0                                   | 78,6                               | 2,8                         | 0,4                        | 0,2                           | 0,1                           | 4,0                      |
| 1995/96 | Миннесота | 78               | 42                        | 27,5                     | 49,0                     | 5,6                                   | 81,4                               | 4,3                         | 0,9                        | 0,6                           | 0,3                           | 10,8                     | Не участвовал   | Не участвовал             | Не участвовал            | Не участвовал            | Не участвовал                         | Не участвовал                      | Не участвовал               | Не участвовал              | Не участвовал                 | Не участвовал                 | Не участвовал            |
| 1996/97 | Миннесота | 82               | 5                         | 24,9                     | 44,6                     | 16,0                                  | 75,9                               | 4,0                         | 1,0                        | 0,6                           | 0,2                           | 9,3                      | 3               | 0                         | 15,7                     | 46,2                     | 0,0                                   | 62,5                               | 2,3                         | 0,3                        | 0,3                           | 0,3                           | 5,7                      |
| 1997/98 | Миннесота | 81               | 33                        | 27,6                     | 46,4                     | 34,9                                  | 83,2                               | 4,8                         | 1,3                        | 0,8                           | 0,3                           | 12,3                     | 5               | 5                         | 35,4                     | 44,8                     | 21,4                                  | 89,5                               | 5,2                         | 1,6                        | 0,2                           | 0,2                           | 14,4                     |
| 1998/99 | Миннесота | 50               | 20                        | 26,9                     | 40,8                     | 23,7                                  | 76,4                               | 3,6                         | 2,0                        | 0,7                           | 0,3                           | 11,2                     | 4               | 1                         | 32,8                     | 37,5                     | 16,7                                  | 75,0                               | 3,5                         | 1,5                        | 0,3                           | 0,5                           | 10,0                     |
| 1999/00 | Миннесота | 66               | 24                        | 18,6                     | 44,7                     | 43,5                                  | 88,0                               | 2,1                         | 1,7                        | 0,4                           | 0,2                           | 6,5                      | 4               | 0                         | 17,0                     | 50,0                     | 40,0                                  | 100,0                              | 1,8                         | 0,5                        | 0,0                           | 0,3                           | 5,8                      |
| 2000/01 | Миннесота | 82               | 4                         | 12,0                     | 40,8                     | 20,9                                  | 72,7                               | 1,5                         | 0,7                        | 0,3                           | 0,1                           | 3,5                      | 4               | 0                         | 12,5                     | 20,0                     | 0,0                                   | 100,0                              | 1,8                         | 0,8                        | 0,3                           | 0,0                           | 1,5                      |
| 2001/02 | Миннесота | 74               | 10                        | 9,8                      | 43,2                     | 28,6                                  | 77,6                               | 1,1                         | 0,6                        | 0,2                           | 0,1                           | 3,3                      | 3               | 2                         | 11,3                     | 33,3                     | 0,0                                   | 100,0                              | 0,7                         | 1,0                        | 0,3                           | 0,3                           | 2,7                      |
|         | Всего     | 994              | 322                       | 22,4                     | 44,7                     | 22,3                                  | 78,4                               | 3,7                         | 1,1                        | 0,6                           | 0,3                           | 8,7                      | 59              | 8                         | 14,5                     | 39,8                     | 20,7                                  | 81,3                               | 2,2                         | 0,6                        | 0,2                           | 0,2                           | 4,5                      |